# Transformers: Revenge of the Fallen
Transformers: Revenge of the fallen és una pel·lícula de ciència-ficció de l'any 2009 dirigida per Michael Bay i produïda per Steven Spielberg. És la seqüela de la pel·lícula Transformers (2007)
La trama gira al voltant de Sam Witwicky (Shia LaBeouf), l'ésser humà atrapat en la guerra entre Autobots i Decepticons. El protagonista té visions de símbols de Cybertroniana, i és perseguit pels Decepticons sota les ordres del seu líder Megatron, qui busca venjar-se de la Terra mitjançant la recerca i l'activació d'una màquina anomenada Energon que destruiria tota la vida al planeta Terra.
La seua finalització va tenir molts de problemes per possibles atacs del Sindicat de Directors d'Amèrica i el Sindicat d'Actors, però finalment es va poder acabar la producció a temps amb l'ajuda de modificacions del guió dels seus autors Roberto Orci, Alex Kurtzman, i el nouvingut Ehren Kruger. Ha estat subtitulada al català.

## Argument
Una guerra sense treva oposa els heroics Autobots als terribles Decepticons: aquesta guerra s'estén de Cybertron fins a la Terra. Als primers anys del segle xxi, el jove Sam Witwicky esdevé sense mostrar-ho, l'última esperança de la humanitat. Dos anys han passat des de la mort del cap dels Decepticons, Megatron, i la destrucció del cub Allspark (la més poderosa font d'energia de l'univers). Sam prova a partir d'ara de viure una vida normal en companyia de Mikaela, la seva xicota, en un entorn sense robots. Però té un mal pressentiment. Gràcies al Constructicons, Megatron està ben decidit a desfer-se de Sam i d'Optimus Prime. Els autobots s'alien de nou amb l'exèrcit americà per lluitar contra els Decepticons, i un terrible déu Transformer d'una potència infinita: « El Fallen ».

## Rebuda
Malgrat tot els comentaris negatius pels crítics de cinema, va ser una pel·lícula d'èxit, aconseguint un rècord de màxims espectadors a la seua estrena en un dimecres (quan va ser estrenada als Estats Units), arribant als 62 milions de dòlars a Amèrica del Nord i prop de 100 milions de dòlars a tot el món. Actualment és la quarta pel·lícula més taquillera de 2009 a tot el món (per darrere d'Avatar, Harry Potter i el misteri del Príncep, i Ice Age: Dawn of the Dinosaurs) i la segona pel·lícula més taquillera de 2009 als Estats Units, només darrere d'Avatar. En menys d'un mes, la pel·lícula va superar els ingressos de tots els temps del seu predecessor. Va ser llançada en DVD i Blu-ray als Estats Units el 20 d'octubre de 2009 i el 30 de novembre de 2009 al Regne Unit.